# Thunder Snow
Thunder Snow, född 24 mars 2014, är ett engelskt fullblod född på Irland, som tävlade mellan 2016 och 2019. Han tränades av Saeed bin Suroor och reds av Christophe Soumillon.

## Karriär
Thunder Snow gjorde sin tävlingsdebut den 31 maj 2016 i ett maidenlöp på Leicester Racecourse. I löpet reds han av James Doyle och vann enkelt med över en längd. Han var efter debutlöpet segerlös i fyra kommande starter. Under debutsäsongen tog han sin största seger i Critérium International på Longchamp Racecourse, där han för första gången reds av Christophe Soumillon, som kom att bli hans ordinare jockey framöver. Vid slutet av tvååringssäsongen rankades han som den bästa brittisktränade hästen.
Under de första månaderna av 2017 tävlade Thunder Snow i Dubai, och segrade bland annat i UAE 2000 Guineas och UAE Derby. Han skickades sedan till USA för att delta i Kentucky Derby, men vägrade tvärt att springa i löpet. Då han återvände till Europa kom han på andra plats i Irish 2000 Guineas och trea i St James's Palace Stakes, samt segrade i Prix Jean Prat. Som fyraåring segrade han i Al Maktoum Challenge, Round 2, innan han tog karriärens största seger i Dubai World Cup. Följande år blev han den första häst som segrat i Dubai World Cup två gånger.